# Partit per Catalunya
|  | Per a altres significats, vegeu «Partit per Catalunya (desambiguació)». |

El Partit per Catalunya (PxCat), és un partit polític català, que es defineix com de centre lliberal, dins la filosofia de l'humanisme cristià, si bé les seves propostes polítiques tenen punts en comú amb l'extrema dreta, sobretot pel que fa a la gestió de la immigració.

## Història
Fou creat l'estiu del 2007 arran d'una escissió, autodenominada centrista liberal, d'alguns membres de Plataforma per Catalunya i gent provinent d'altres col·lectius. L'impulsor, president i fundador va ser Mateu Figuerola i Niubo (Bellpuig, 1955), que aleshores era regidor a Cervera (2003-2015), i prèviament havia estat Conseller Comarcal a la Segarra, del 2006 al 2010.
En la seva declaració programàtica, aprovada el 13 de gener de 2008, PxCat s'autodefinia com el "partit dels treballadors", identificant l'oligarquia catalana com un enemic polític, perquè considerava que les classes baixes són les principals perjudicades per l'actual política d'immigració, la qual, en canvi, beneficia en la seva opinió el capitalisme i la burgesia.
El partit afirmava donar prioritat a la seguretat ciutadana i la immigració, a la qual es mostra aferrissadament contrari. En diversos punts del seu lloc web defensa el boicot als productes marroquins, en suport al poble saharaui. PxCat afirma, arran de l'atemptat de l'11 de març a Madrid i els dos intents d'atemptat islàmic a Barcelona, que les polítiques d'immigració actuals han donat lloc a l'entrada al país d'un autèntic "exèrcit de terroristes".
El febrer de 2010, el Partit per Catalunya va fer públic que es presentaria a les eleccions al Parlament i que Mateu Figuerola i Niubó en seria el candidat per Barcelona.

## Líders destacats
- Mateu Figuerola i Niubó (nascut a Bellpuig l'any 1955) n'és el fundador i president. Fou conseller comarcal de la Segarra (2006-2010) i regidor a Cervera (2003-2015).

## Símbols
Utilitza banderes blanques amb el logotip del partit.